# Triumph GT6
Triumph GT6 — 6-циліндрове спортивне купе, створене компанією Standard-Triumph на основі популярного кабріолета Triumph Spitfire. Виробництво тривало з 1966 по 1973 рік.

## Опис

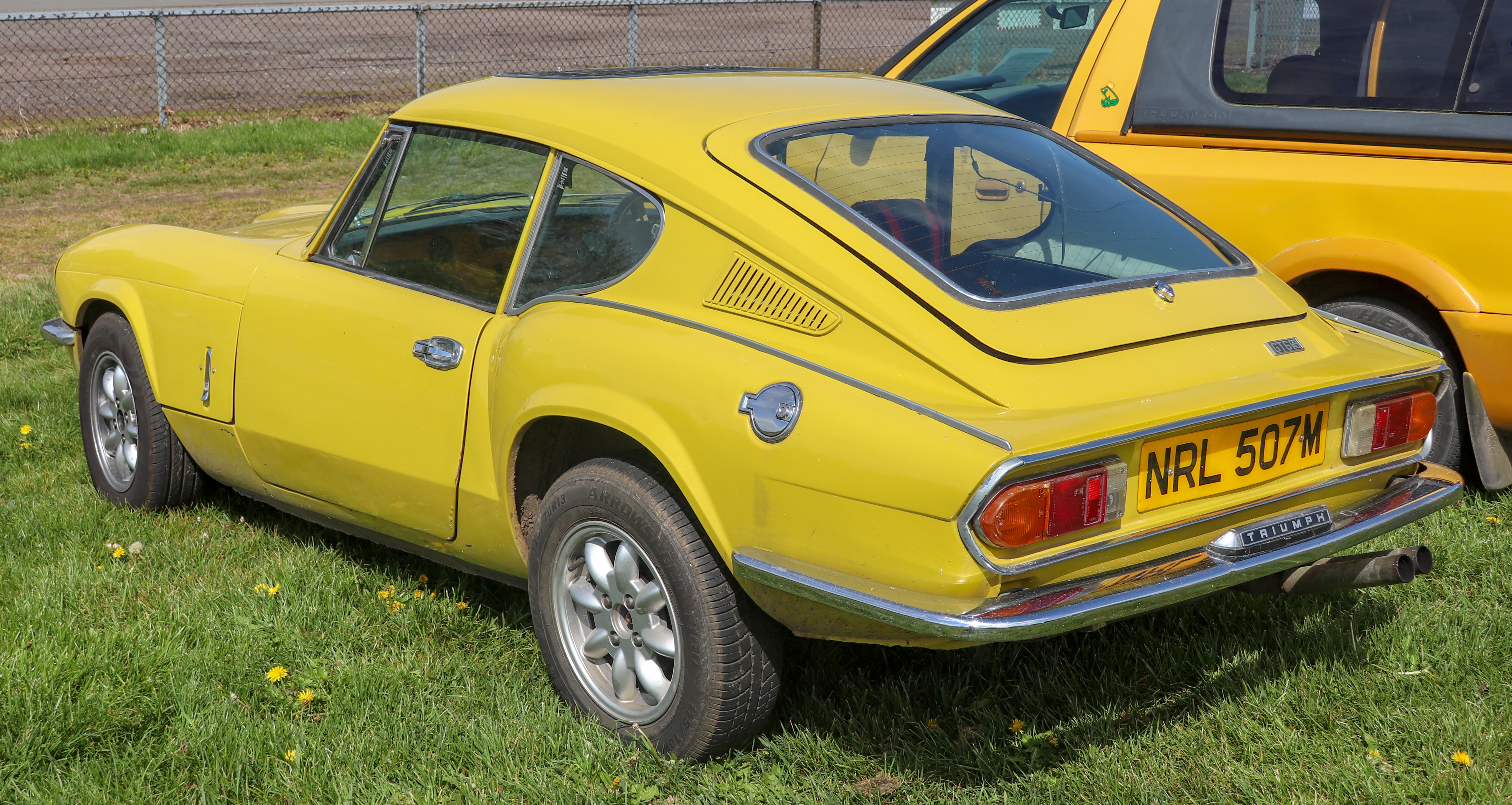

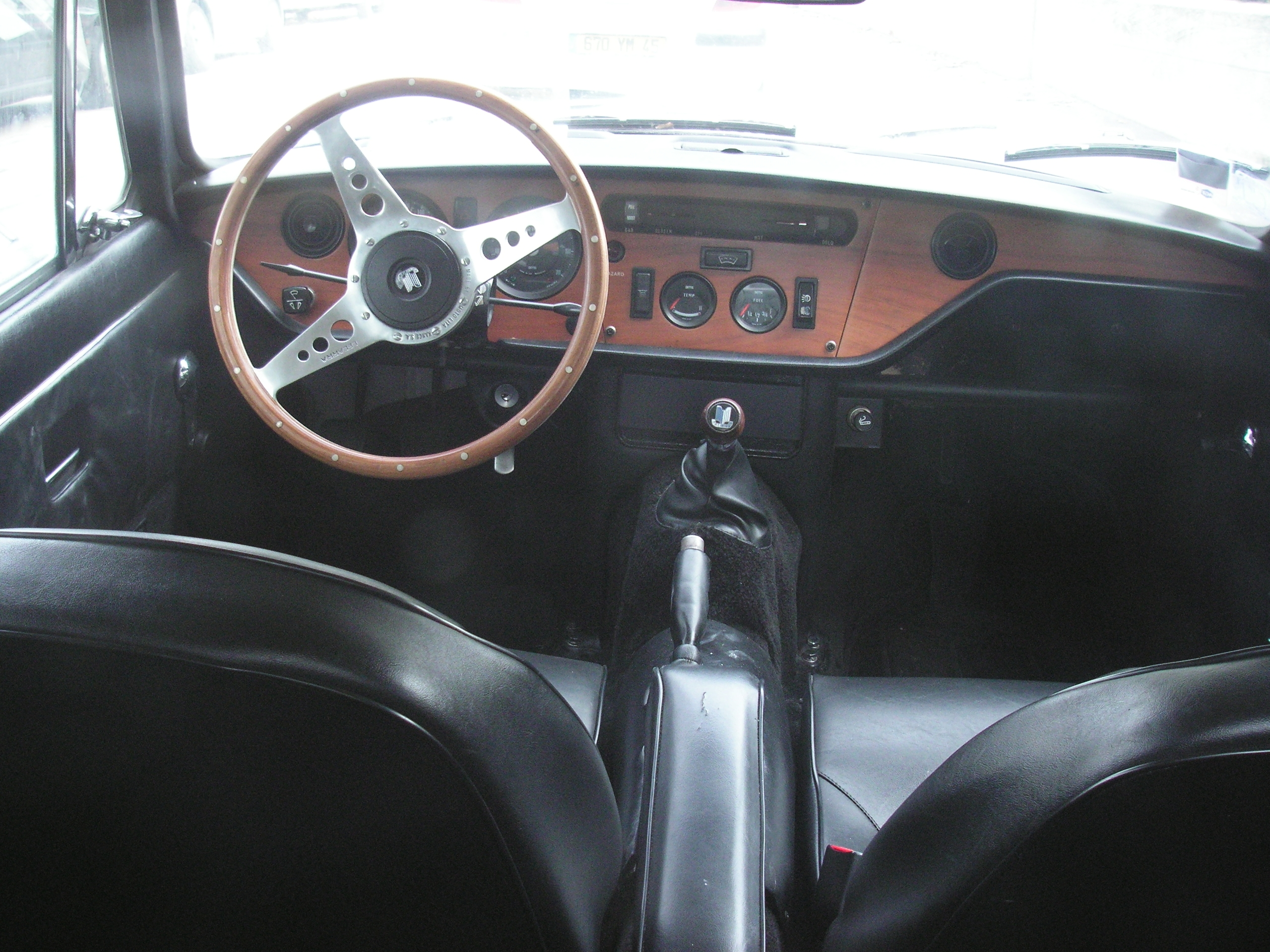

З Spitfire компанія Triumph представила доступний спортивний автомобіль у 1962 році. У той час його конкурент MG пропонував купе MGB, яке добре продавалося. Тому Triumph доручив італійському дизайнеру Джованні Мікелотті розробити купе на базі Spitfire. Однак через більшу вагу продуктивність двигуна Spitfire виявилася недостатньою для цього автомобіля, тому на нове купе встановили 2-літровий шестициліндровий двигун від Triumph Vitesse.
Результат отримав назву GT6 і був представлений у 1966 році. Завдяки заднім дверям багажника GT6 мав певну схожість з Jaguar E-Type. Через це та через низьку ціну його прозвали «E-Type бідняка». Однак концептуально GT6 нагадує купе Sunbeam Harrington Alpine, які британська кузовобудівна компанія Thomas Harrington Coach Builders виробляла між 1961 і 1964 роками на базі родстера Sunbeam Alpine.
GT6 був добре оснащений. Окрім дерев’яної приладової панелі з чотирма приладами, він мав двошвидкісний склоочисник, двошвидкісний вентилятор обігрівача, м’яке кермо та ковшеподібні сидіння в стандартній комплектації. Витрата палива на той час була низькою — близько 12 літрів на 100 кілометрів. Система поворотної осі, запозичена у невеликих салонів Spitfire і Triumph Herald, часто критикувалася, тому з 1968 року GT6 MkII отримав значно вдосконалену незалежну підвіску з додатковим важелем.
Всього було два оновлення моделі. При незмінній колісній базі 2128 мм модель Mk.1 мала 3717 мм в довжину і 1450 мм в ширину, модель Mk.2 була 3734 мм в довжину і також 1450 мм в ширину, а модель Mk.3 була 3785 мм в довжину і 1486 мм в ширину. Висота становила 1193 мм.

## Моделі
Під час виробництва були виготовлені наступні моделі:
| Назва моделі | Двигун      | Роки виробництва       | Виготовлено |
| ------------ | ----------- | ---------------------- | ----------- |
| GT6 Mark I   | 1996 см3 І6 | лип. 1966 – вер. 1968  | 15,818      |
| GT6 Mark II  | 1996 см3 І6 | лип. 1968 – груд. 1970 | 12,066      |
| GT6 Mark III | 1996 см3 І6 | жов. 1970 – груд. 1973 | 13,042      |

Загальний обсяг виробництва (всі моделі): 40,926